# Râul Mitocu
Râul Mitocu sau Râul Mitoc (numit și Rusterba/Rustorba) este un curs de apă, afluent al râului Suceava, punctul de confluență fiind situat în cartierul Ițcani al municipiului Suceava, la circa 100 m aval de vărsarea afluentului Dragomirna. Până la Unirea Bucovinei cu România din 1918, râul Mitoc a reprezentat frontiera dintre Austro-Ungaria și Regatul României.

## Galerie

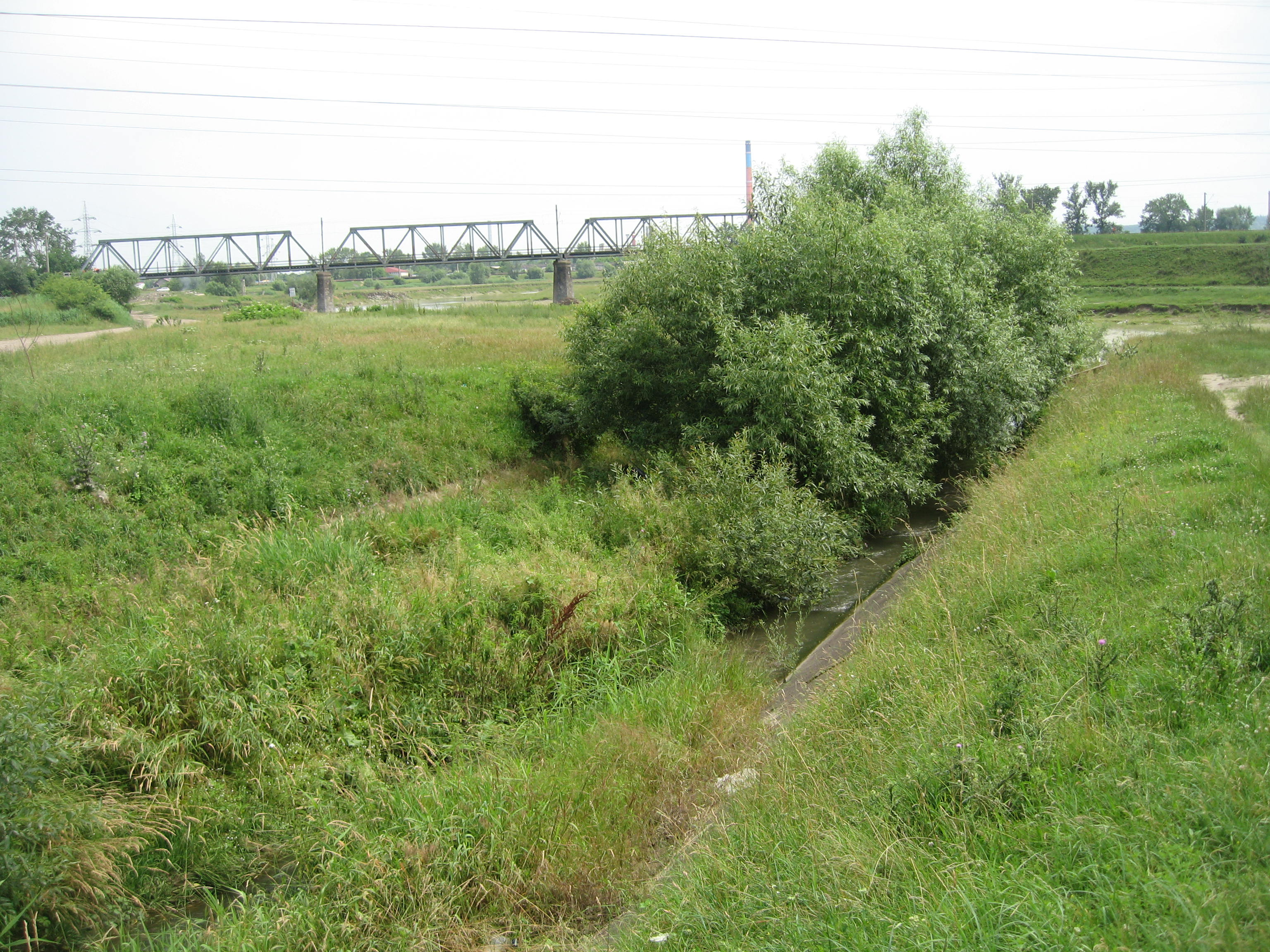
Spre vărsare
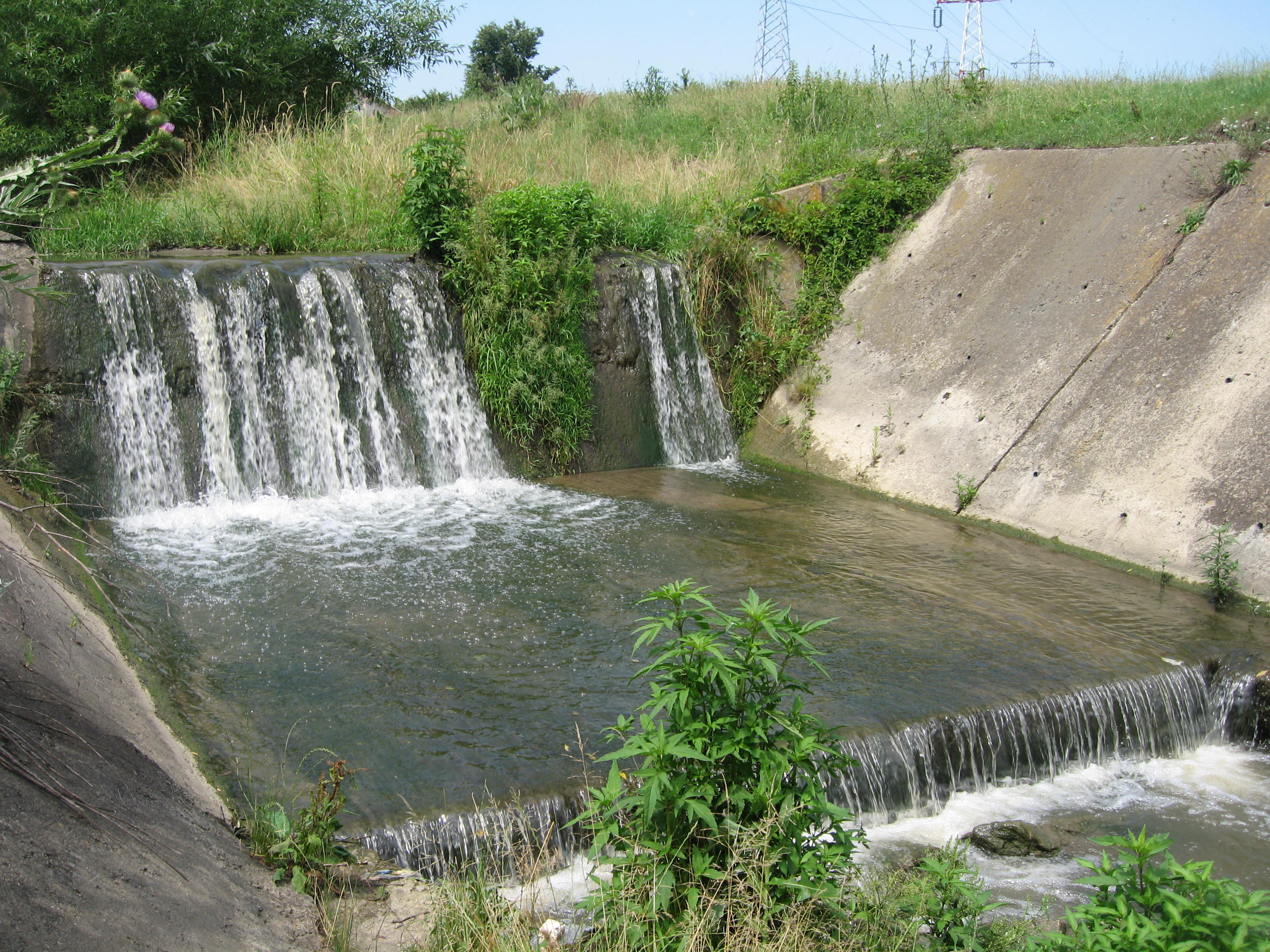
Cădere de apă în apropiere de vărsarea în Suceava